# روفس کینگ
روفِـس کینگ (به انگلیسی: Rufus King) سناتور سابق عضو حزب فدرالیست (آمریکا) بود. وی در سال ۱۷۸۹ تا ۱۷۹۶ و ۱۸۱۳ تا ۱۸۲۵ میلادی سناتور ایالت نیویورک در سنای ایالات متحده آمریکا بود.